# Denis de Belleval
Pour les articles homonymes, voir Belleval.
Denis de Belleval (né le 4 juin 1939 à Québec) est un fonctionnaire, homme politique, administrateur et diplomate québécois.  Il a été député de la circonscription de Charlesbourg à l'Assemblée nationale du Québec de 1976 à 1982 et ministre de 1976 à 1981.

## Biographie
Il est le fils de Louis-Marie de Belleval, fonctionnaire, et d'Yvette Desgagnés.  Il étudie au Petit Séminaire de Québec puis à l'Université Laval, où il obtient un baccalauréat en philosophie en 1960 et une maîtrise en sciences sociales (administration publique) en 1965. À l'université, il est le directeur du journal étudiant Le Carabin et vice-président de la Presse universitaire canadienne (Canadian University Press). De 1965 à 1967, il complète une scolarité de doctorat en science politique à la London School of Economics.
Il est fonctionnaire au ministère de l'Éducation du Québec de 1967 à 1969, à l'Office de planification et de développement du Québec de 1970 à 1974 et au ministère des Transports du Québec de 1974 à 1976.
Lors de l'élection générale québécoise de 1976, il est élu député de la circonscription de Charlesbourg à l'Assemblée nationale pour le Parti québécois. Dans le gouvernement Lévesque, il est ministre de la Fonction publique du 26 novembre 1976 au 21 septembre 1979, puis ministre des Transports du 21 septembre 1979 au 30 avril 1981. Il est réélu à l'élection générale de 1981. Il démissionne de son poste de député le 7 décembre 1982.
De 1983 à 1985, il est vice-président de la société Lavalin international, en poste à Alger.  De 1985 à 1987, il est président-directeur général de la Société canadienne des ports. De 1987 à 1989, il est président-directeur général de Via Rail. De 1990 à 1995 et de 2001 à 2006, il est directeur général de la Ville de Québec. De 1996 à 1999, il est le délégué général du Québec à Bruxelles. En 2007, il entreprend un doctorat en administration publique à l'École nationale d'administration publique.

### Controverse sur l'amphithéâtre de Québec
Accompagné de l'homme d'affaires Alain Miville de Chêne, Denis de Belleval conteste en 2011 la légalité du bail de location du nouvel amphithéâtre de Québec convenu entre la Ville de Québec et Québécor et du projet de loi d'intérêt privé qui le protège,. Les tribunaux jugent conforme aux lois et au droit l'entente et la loi,.